# Villamontán de la Valduerna

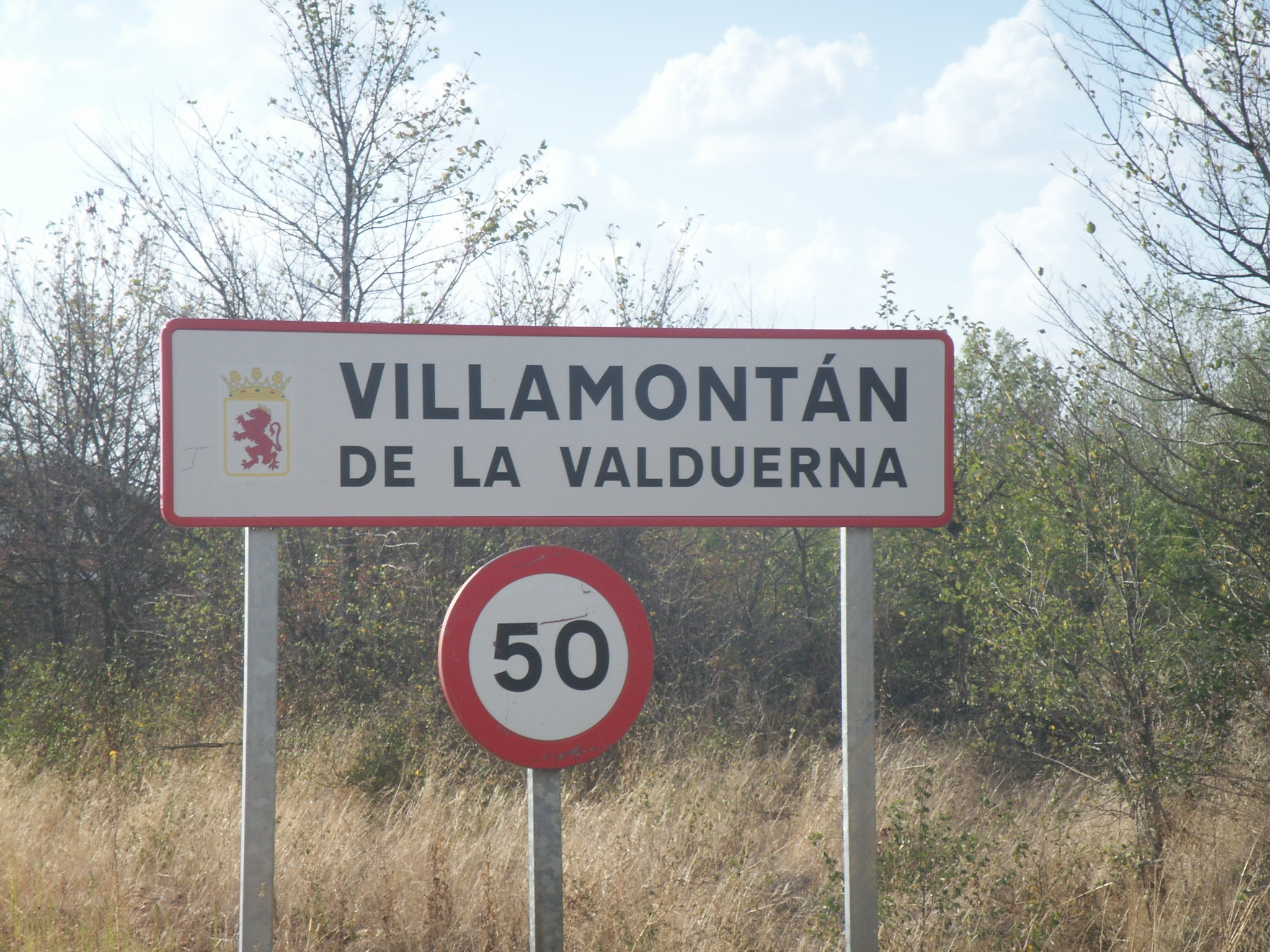

Villamontán de la Valduerna is een gemeente in de Spaanse provincie León in de regio Castilië en León met een oppervlakte van 57,15 km². Villamontán de la Valduerna telt 777 inwoners (1 januari 2016).